# Prometopidia conisaria
Prometopidia conisaria là một loài bướm đêm trong họ Geometridae.